# قرار مجلس الأمن التابع للأمم المتحدة رقم 1244
قرار مجلس الأمن التابع للأمم المتحدة رقم 1244، الذي اعتمد في 10 يونيو 1999، بعد التذكير بالقرارين 1160 (1998)، 1199 (1998)، 1203 (1998) و1239 (1999)، أذن بوجود مدني وعسكري دولي في كوسوفو (آنذاك جزء من صربيا، التي خلفت صربيا والجبل الأسود، والتي كانت تسمى جمهورية يوغوسلافيا الاتحادية)، وأنشأ بعثة الأمم المتحدة للإدارة المؤقتة في كوسوفو (أونميك). تبعه موافقة ميلوشيفيتش رئيس جمهورية يوغوسلافيا الاتحادية على الشروط التي اقترحها الرئيس الفنلندي مارتي أهتيسآري، والروسي فيكتور تشيرنوميردين في 8 يونيو، التي تنطوي على انسحاب جميع قوات الدولة اليوغوسلافية من كوسوفو (المرفق 2 من القرار).
واعتمد القرار 1244 بأغلبية 14 صوتاً مقابل لا شيء. الصين امتنعت عن التصويت على الرغم من كونها انتقدت هجوم الناتو، لا سيما قصف سفارتها. وقالت أن الصراع ينبغي أن تسويه حكومة جمهورية يوغوسلافيا الاتحادية وشعبها، وأنها تعارض التدخل الخارجي. ومع ذلك، بما أن جمهورية يوغوسلافيا الاتحادية وافقت على اقتراح السلام، فإن الصين لم تنقض القرار.
أعلنت كوسوفو استقلالها في عام 2008. وقد أبرزت صربيا والعديد من أعضاء الأمم المتحدة أن القرار 1244 لا يزال قانوناً ملزماً لجميع الأطراف. تصف ذي إيكونوميست القرار بأنه «زائد عن الحاجة» عقب إعلان الاستقلال، مشيرة إلى أن «الإشارات إليه تستخدم لحفظ ماء الوجه لصربيا».